# Chikkabesuge, Heggadadevankote
Chikkabesuge là một làng thuộc tehsil Heggadadevankote, huyện Mysore, bang Karnataka, Ấn Độ.